# Grand Prix cycliste de Machecoul
Le Grand Prix cycliste de Machecoul est une course cycliste disputée au mois de septembre autour de Machecoul, dans le département de Loire-Atlantique. Elle fait partie du calendrier national de la Fédération française de cyclisme.
En 2016, l'épreuve est annulée pour la première fois de son histoire, en raison de problèmes organisationnels. Elle n'est depuis plus disputée.

## Palmarès
| Année                             | Vainqueur                 | Deuxième                  | Troisième                   |
| --------------------------------- | ------------------------- | ------------------------- | --------------------------- |
| Grand Prix du Tour de France      |                           |                           |                             |
| 1958                              | Gabriel Gaudin            | André Chiffoleau          | Michel Le Bris              |
| Grand Prix cycliste de Machecoul  |                           |                           |                             |
| 1959                              | Jean Bize                 | Francesco Biasio          |                             |
| 1960                              | Ange Roussel              | Maurice Nauleau           | Daniel Guillou              |
| 1961                              | Joseph Eliard             | Jean Bize                 | Pierre Thual                |
| 1962                              | Régis Delaporte           | Pierre Thual              | Claude Busson               |
| 1963                              | Claude Morel              | Giraud                    | Jean Jeugnet                |
| 1964                              | Claude Vallée             | Daniel Guillou            | Robert                      |
| 1965                              | Daniel Heck               | Serge Heck                | René Grenier                |
| Deux Jours cyclistes de Machecoul |                           |                           |                             |
| 1966                              | Cyrille Guimard           | Jean-Pierre Senamaud      | Henri Heintz                |
| 1967                              | Cyrille Guimard           | Jean-Pierre Danguillaume  | Alain Vasseur               |
| 1968                              | Bernard Dupuch            | Jacky Chan-Tsin           | Philippe Bodier             |
| 1969                              | Jean-Claude Philippaerts  | Michel Houelche           | Jean-Yves Lebreton          |
| 1970                              | Étienne Bouhiron          | Martial Terrades          | Alain Genty                 |
| 1971                              | Christian Lefèbvre        | Guillot                   | Gilles Paire                |
| 1972                              | Daniel Yon                | Bernard Champion          | Philippe Denié              |
| 1973                              | Jean-Claude Daunat        | Gilles Paire              | Philippe Denié              |
| 1974                              | Philippe Denié            | Michel Herbault           | Michel Pitard               |
| 1975                              | Yvon Bertin               | Pierre-Raymond Villemiane | Jean-Claude Daunat          |
| 1976                              | Jean-François Mainguenaud | Rémy Richard              | Philippe Provost            |
| 1977                              | Rémy Richard              | Michel Pitard             | Jean-Pierre Cabare          |
| 1978                              | Christian Marais          | Jean-Maurice Charrier     | Alain Hivert Philippe Denié |
| 1979                              | Patrick Gagnier           | Hugues Grondin            | Jean-Yves Lesage            |
| 1980                              | Claude Moreau             | Patrick Dardant           | Christian Marais            |
| 1981                              | Philippe Glowacz          | Pascal Chaumet            | Alain Martail               |
| 1982                              | Patrick Piticco           | Joël Charrier             | Yves Vincent                |
| 1983                              | Philippe Glowacz          | Alain Martail             | Gilles Métriau              |
| 1984                              | Rémy Richard              | Patrick Barré             | Philippe Glowacz            |
| 1985                              | Laurent Brochet           | Alain Rocaboy             | Didier Pasgrimaud           |
| 1986                              | Denis Jusseau             | Philippe Bocquier         | Jean-Louis Auditeau         |
| 1987                              | Pascal Audoux             | Denis Moran               | Alain Rocaboy               |
| 1988                              | Éric Samoyeault           | Christian Blanchard       | Jean-Cyril Robin            |
| 1989                              | Éric Samoyeault           | Claude Moreau             | Matthew Bazzano             |
| 1990                              | Nicolas Aubier            | Pascal Andorra            | Blaise Chauvière            |
| 1991                              | Éric Samoyeault           | Bertrand Ziegler          | Christian Blanchard         |
| 1992                              | Freddy Arnaud             | Christian Blanchard       | Jean-Michel Monin           |
| 1993                              | Sylvain Briand            | Frédéric Delalande        | Frédéric Mainguenaud        |
| 1994                              | Sébastien Guénée          | Franck Trotel             | Bertrand Guerry             |
| 1995                              | Christian Blanchard       | Christophe Thébault       | Éric Bourout                |
| 1996                              | Christian Blanchard       | David Millar              | François Urien              |
| 1997                              | Stéphane Delimauges       | Christian Blanchard       | Franck Trotel               |
| 1998                              | Florent Brard             | Jean-Michel Thilloy       | Saulius Ruškys              |
| 1999                              | Yuriy Krivtsov            | Erik Saunders             | Mickael Olejnik             |
| 2000                              | Franck Bigaud             | Arnaud Morice             | Pascal Carlot               |
| 2001                              | Jimmy Engoulvent          | Franck Charrier           | Nicolas Paris               |
| 2002                              | Yohann Gène               | Jonathan Dayus            | Pascal Carlot               |
| 2003                              | Anthony Ravard            | Frédéric Mille            | Freddy Ravaleu              |
| 2004                              | Christophe Guillome       | Florent Aubier            | Jonathan Dayus              |
| 2005                              | Johan Lindgren            | Jonathan Dayus            | Damien Gaudin               |
| 2006                              | Jonathan Dayus            | Anthony Roux              | Martial Locatelli           |
| 2007                              | Damien Gaudin             | Frédéric Delalande        | Alexandre Roux              |
| 2008                              | Rudy Lesschaeve           | Peter Brouzes             | Martial Locatelli           |
| 2009                              | Gwénaël Teillet           | Julien Fouchard           | Franck Charrier             |
| 2010                              | Jean Mespoulède           | Yann Moritz               | Franck Vermeulen            |
| 2011                              | Romain Uzureau            | Gwenaël Simon             | Luc Tellier                 |
| Grand Prix cycliste de Machecoul  |                           |                           |                             |
| 2012                              | Julien Morice             | Romain Uzureau            | Pierre-Henri Lecuisinier    |
| 2013                              | Fabrice Seigneur          | David Michaud             | Paul Ourselin               |
| 2014                              | Thomas Boudat             | Taruia Krainer            | Lilian Calmejane            |
| 2015,                             | Žydrūnas Savickas         | Antoine Bravard           | Émilien Clère               |
| 2016                              | annulé                    |                           |                             |